# Wurmannsquick
Wurmannsquick település Németországban, azon belül Bajorországban. Lakosainak száma 3457 fő (2023. december 31.). Wurmannsquick Mitterskirchen, Eggenfelden, Hebertsfelden, Tann, Zeilarn és Erlbach községekkel határos.

## Népesség
A település népessége az elmúlt években az alábbi módon változott:
| Lakosok száma | 579  | 947  | 2946 | 3239 | 3665 | 3629 | 3599 | 3585 | 3458 | 3457 |
|               | 1875 | 1950 | 1975 | 1987 | 2012 | 2014 | 2016 | 2017 | 2021 | 2023 |